# هیرویوکی یوشینو
هیرویوکی یوشینو (انگلیسی: Hiroyuki Yoshino؛ زادهٔ ۶ فوریهٔ ۱۹۷۴) صداپیشه، فیلم‌نامه‌نویس، و خواننده اهل ژاپن است. وی از سال ۱۹۹۶ میلادی تاکنون مشغول فعالیت بوده‌است.